# 彩虹橋 (臺灣原住民神話)
彩虹橋（泰雅語：Honug utux；太魯閣語：Hakaw utux；賽德克語：Hako utux），是存在於泰雅族、太魯閣族與賽德克族，此三個臺灣原住民族間的神話傳說，關於逝世族人會在Utux（祖靈）的審判和引領下，通過並前往永生世界或是和過往的祖靈相逢。

## 概要
泰雅族主要分佈在臺灣北部中央山脈兩側，賽德克族原本被歸類為泰雅族裡的一個族群「賽德克亞群」。泰雅族、賽德克族和太魯閣族此三個族群在人類學角度來說為同一個起源，有著相近的文化習俗和相似的神話傳說，細節略有不同。

### 泰雅族
泰雅族人相信死亡後的族人要走向永生的世界，必須通過彩虹橋（也稱神靈橋）。在橋的入口處有一間審判的房間，若是良善之人，審判靈會讓他們立刻通過，若被懷疑則會在他們的手指塗上炭灰，不會脫落則可以過橋，反之，如果炭灰脫落，得走彩虹橋旁邊另一條充滿荊棘的艱辛之路。此外，泰雅族人也相信，男人善於打獵，女人嫻熟織布，得以紋面的男女皆能平安度橋。

### 太魯閣族
太魯閣族傳說，凡是男人斬獲過敵人首級，而女人會織布與編織，只要一洗手立刻冒出血來，這樣的人就可以通過彩虹橋，到祖靈那裡享福。反之沒有取敵人首級的男人和不會織布及編織的女人，就不能通過彩虹橋並且會被丟到河底被螃蟹吃掉。

### 賽德克族
對賽德克人而言，一個遵守Gaya並善盡家庭責任的人，才是真正的人，族人死後會走上彩虹橋，橋頭有個Utux Kalan（中文為螃蟹靈，祖靈的化身），祂會檢視亡者手上是否有紅色印記，有紅色印記代表此人生前遵守Gaya，沒有紅色印記，Utux Kalan會將此人丟到彩虹橋下。只有真正的人才能通過審判，進入彩虹橋另一端祖先的家鄉。